# Виват, король! (фильм)
«Виват, король!» (швед. Tjenare kungen) — шведский фильм в жанре музыкальная драма, снятый в 2005 году.

## Сюжет
Действия фильма происходят в 1982 году. История о юной панк-рок-певице Абре. Она и её новые подруги Миллан, Иса и Глория мечтают стать настоящей панк-рок-группой, чтобы каждый в Швеции знал их песни и знал их в лицо. Девушкам предстоит пройти непростой путь, чтобы достичь такую цель через боль, переживания, ложь и преданность. Во всём героиням истории будут помогать многие люди, в том числе и новый приятель Абры Дикан.

## Актёры
- Йозефин Нельден — Абра
- Сесилия Валлин — Миллан
- Малин Ларссон — Иса
- Джоанна Стрёмберг — Глория
- Юэль Киннаман — Дикан
- Челль Бергквист — Лундстрём
- Морган Аллинг — Стефан
- Ральф Карлссон — Лейф
- Эрика Карлсон — сестра Абры
- Карл Тофтфельт — Ронни
- Челль Вильхельмсен — охранник у входа в клуб